# Kirby's Star Stacker
 (août 2015).
Si vous disposez d'ouvrages ou d'articles de référence ou si vous connaissez des sites web de qualité traitant du thème abordé ici, merci de compléter l'article en donnant les références utiles à sa vérifiabilité et en les liant à la section « Notes et références ».
Kirby's Star Stacker (カービィのきらきらきっず, Kābī no Kirakira Kizzu) est un jeu vidéo de puzzle sorti en 1997 sur Game Boy.

## But du jeu
Le but du jeu est de détruire les blocs qui tombent par paire. Il y a 3 types de blocs, basés sur le jeu Kirby's Dream Land 2, qui représentent Rick, Kine et Coo.

## Les modes
- Round Clear : le jeu principal, à 1 joueur. Il y a 5 niveaux de difficulté : Normal, Difficile, Très Difficile, Super Difficile et Intense.
- VS : le mode multijoueur.
- Challenge : un mode sans fin. L'objectif est d'éliminer le maximum d'étoiles. D'autres règles sont à prendre en compte.
- Time Attack : il faut éliminer le plus d'étoiles possible en 3 minutes.

## Portage sur Super Famicom:Kirby No Kirakira Kizzu
Kirby No Kirakira Kizzu surnommé (Kirby Super Star Stacker) par les joueurs est un jeu vidéo sorti en 1998 d'abord comme exclusivité du Nintendo Power puis en 1999 sur Super Famicom, uniquement au Japon en édition très limitée. C'est la suite directe de Kirby Star Stacker.